# Steve Calvert
Steve Calvert (28 de junio de 1916 - 5 de marzo de 1991) fue un prolífico actor conocido por sus actuaciones disfrazado con trajes simiescos en muchas producciones cinematográficas de Hollywood y en programas televisivos. Tomó el nombre artístico de Calvert como referencia al Whisky Calvert.

## Biografía
Su verdadero nombre era Steven Stevens, y nació en Illinois. 
Calvert conocía a muchas estrellas cinematográficas como consecuencia de su trabajo como primer camarero del nigthclub Ciro's en Sunset Boulevard, y trabajaba como sustituto (stand in) y doble cinematográfico. Entre sus conocidos estaban Robert Lowery, de quien Calvert era sustituto, y que consiguió que Calvert formara parte del Sindicato de Actores en 1948.
Ese mismo año, un envejecido Ray Corrigan, a quien Calvert conocía y admiraba, le vendió el disfraz de gorila que él había utilizado en multitud de filmes de Hollywood.  Calvert empezó a seguir los pasos de Corrigan interviniendo en diversos títulos menores rodados en Hollywood, debutando con una película de Jungle Jim. 
Calvert actuó en Bride of the Gorilla, The Bowery Boys Meet the Monsters, el serial Panther Girl of the Kongo, el film de Ed Wood The Bride and the Beast/Queen of the Gorillas, Camino a Bali (con Bob Hope y Bing Crosby) y Bela Lugosi Meets a Brooklyn Gorilla. Siguiendo la tradición de otros hombres gorila interpretando a monstruos espaciales, Calvert fue un robot en Target Earth y en The Bowery Boys Meets the Monsters. El payaso circense Billy Small frecuentemente actuaba cuando Calvert necesitaba un segundo "simio," como fue en el caso de Bride and the Beast..
Desalentado por la falta de un trabajo constante, y habiendo sufrido un ataque cardiaco, Calvert se retiró del cine en 1960, rechazando trabajar en  Konga, film producido por Herman Cohen. Vendió el traje de gorila a los almacenes de vestuario Western Costume, y Cohen se vio forzado a alquilar un traje alternativo al especialista y actor George Barrows.
Steve Calvert falleció en Los Ángeles, California, en 1991 a causa de un infarto agudo de miocardio. 